# Bolshaya Ussurka
Bolshaya Ussurka (tiếng Nga: Большая Уссурка, nghĩa là: Đại Ussuri) là một sông tại vùng Primorsky của Nga, và là một chi lưu hữu ngạn của sông Ussuri.
Diện tích lưu vực của sông Bolshaya xấp xỉ 29.600 km². Sông có chiều dài 440 km.
Các chi lưu chính của sông Bolshaya Ussurka là Malinovka, Marevka, Naumovka và sông Armu.